# Magnifico delirio
Magnifico delirio è il quarto album in studio della cantante Donatella Rettore, pubblicato nel 1980 dalla Ariston.

## Il disco
L'album è il secondo inciso per la casa discografica. Il brano Kobra venne pubblicato anche come 45 giri Nonostante l'iniziale ondata di proteste, che non riusciranno ad ottenere nient'altro che l'omissione del verso conclusivo (Quando amo, assente, peraltro, soltanto dalla riproduzione scritta del testo nella busta interna dell'album), Kobra si piazza al 2. posto al Festivalbar 1980, primo tra le cantanti partecipanti alla kermesse.
Venne ristampato su compact disc nel 2001 dalla BMG/Ricordi insieme agli altri lavori incisi per la Ariston Records, nel periodo 1979-1982.
Oltre Kobra, che nel 2007 è stato inserito tra le 50 Canzonissime-Fenomeno di sempre, nel programma televisivo condotto da Carlo Conti (graduatoria in cui è rientrata anche Splendido splendente), il lavoro del 1980, che comprende 9 brani, contiene anche altri pezzi come Delirio (lato B del 45 giri Kobra), Le mani (una delle prime canzoni del disco ad essere ristampata in CD). La terza traccia, Benvenuto (che, pur non essendo mai uscita come singolo, verrà inclusa, anche sulla prima raccolta della cantante, Super-rock Rettore - Le sue più belle canzoni) è stata al centro di una vivace polemica per via, oltre che del titolo, delle ripetute allusioni nel testo e, soprattutto, per un paio di versi incriminati ('Benvenuto in gola e nel palato'), occasionalmente censurati, che portarono, temporaneamente, a una versione alternativa, oggi introvabile.. Stregoneria, è un brano di cui Rettore si è sempre proclamata molto orgogliosa, definendolo già all'epoca, in un'intervista rilasciata al settimanale TV Sorrisi e Canzoni, come «la sceneggiatura essenziale di un film dell'orrore».
Il pezzo che chiude il lavoro, Il granchio, è impreziosito dalla partecipazione di un coro di bambini, I Piccoli Cantori, diretto da Niny Comolli. All'album collaborano, tra gli altri, Silvano Fossati come corista, e Tullio De Piscopo, che si esibisce, oltre che alle percussioni e alla batteria, anche al rototom e al tumbe.

## Copertina
Sulla copertina è ritratta la cantante come una ruggente leonessa, con una pettinatura tipica del periodo. Come per il precedente Lp, sul retro del disco compare una frase che contraddistingue la trilogia: «I denti riprodotti nella foto di copertina sono della tigre "Zorah" del circo americano "Ringling Barnum" fotografati nell'attimo del ruggito per fame.»

## Tracce
Testi e musiche di Donatella Rettore Rettore e Claudio Rego.
Lato A
1. Delirio – 3:44
2. Gaio – 3:17
3. Benvenuto – 4:13
4. Kobra – 3:27
5. Stregoneria – 4:01

Lato B
1. Leonessa – 3:42
2. Magnifica – 3:43
3. Le mani – 4:09
4. Il granchio – 3:54

## Formazione
- Donatella Rettore – voce
- Claudio Rego – batteria, cori
- Pinuccio Pirazzoli – chitarra, cori, tastiera, basso
- Stefano Cerri – basso
- Oscar Rocchi – tastiera
- Sergio Farina – chitarra
- Gigi Cappellotto – basso
- Tullio De Piscopo – batteria
- Gaetano Leandro – tastiera
- Paolo Donnarumma – basso
- Pier Luigi Mucciolo – tromba
- Johnny Capriuolo – trombone
- Giorgio Baiocco – sassofono tenore
- Claudio Pascoli – sassofono soprano
- Danilo Franchi, Silvano Fossati, I Piccoli Cantori di Milano – cori

## Classifiche
| Classifica (1980) | Posizione massima |
| ----------------- | ----------------- |
| Italia            | 8                 |